# Eurovision 2018: You Decide
Eurovision 2018: You decide fand am 7. Februar 2018 statt und war der britische Vorentscheid für den Eurovision Song Contest 2018 in Lissabon (Portugal).

## Format

### Konzept
Nachdem Großbritannien seine Teilnahme am ESC 2018 bekannt gab, gab man nachher bekannt, dass man, wie schon 2016 und 2017, wieder den Vorentscheid Eurovision: You decide stattfinden lassen wird. Das Konzept wird dasselbe wie schon 2016 und 2017 sein. Insgesamt treten sechs Beiträge gegeneinander an, wo am Ende durch 50 % Juryvoting und durch 50 % der Sieger ermittelt wird. Dieser wird dann Großbritannien beim ESC 2018 vertreten.

### Moderation
Am 16. November 2017 gab die BBC bekannt, dass neben Mel Giedroyc, die den Vorentscheid 2016 und 2017 alleine moderierte, auch der ESC-Sieger von 2015, Måns Zelmerlöw, als Moderator die Show präsentieren wird. Die BBC will dadurch den ESC in Großbritannien wieder seriöser wirken lassen.

### Beitragswahl
Vom 29. September bis zum 27. Oktober 2017 konnten interessierte Musiker ihre Beiträge einreichen. Danach wählte der Eurovision Fanclub OGAE UK alle Beiträge aus und wählte die sechs besten für den Vorentscheid aus.

## Teilnehmer
Am 24. Januar 2018 wurden alle sechs Teilnehmer und deren Beiträge veröffentlicht.
| Startnr. | Interpret     | Lied Musik (M) und Text (T)                                                    | Sprache  | Übersetzung (inoffiziell) |
| -------- | ------------- | ------------------------------------------------------------------------------ | -------- | ------------------------- |
| 1        | RAYA          | Crazy M/T: Emil Rosendal Lei, Greta Salóme Stefánsdóttir, Samir Salah Elshafie | Englisch | Verrückt                  |
| 2        | Liam Tamne    | Astronaut M/T: Ashley Hicklin, Jacob Pedersen, Jeanette Bonde, Rune Braager    | Englisch | Astronaut                 |
| 3        | Asanda        | Legends M/T: Christopher Wortley, Laurell Barker, Roel Rats                    | Englisch | Legenden                  |
| 4        | Jaz Ellington | You M/T: Ashley Hicklin, Herman Gardarfve, Laura White                         | Englisch | Du                        |
| 5        | SuRie         | Storm M/T: Nicole Blair, Gil Lewis, Sean Hargreaves                            | Englisch | Sturm                     |
| 6        | Goldstone     | I Feel The Love M/T: Eric Lumiere, Joakim Buddee, Laura White, Roel Rats       | Englisch | Ich fühle die Liebe       |